# Campobasso
Campobasso je glavni grad istoimene pokrajine Campobasso u regiji Molise od 49.320 stanovnika.

## Geografske karakteristike
Campobasso se prostire u brdima Apenina na visini od 701 m. Jedan je od najhladnijih gradova Južne Italije. Udaljen je 120 km sjeveroistočno od Napulja.

## Povijest
Nastanak grada je još i danas nejasan, po jednoj od hipoteza naselje su osnovali Langobardi u 8. stoljeću kao utvrdu na brdu. Nakon što su Normani osvojili Južnu Italiju utvrda je izgubila na važnosti, naselje je uz utvrdu postalo trgovački centar toga kraja.
Između 1330. – 1745. gradom je vladala dinastija Monforte-Gambatesa, oni su izgradili utvrdu Castello Monforte i osnovali vlastitu kovnicu.
Stanovnici Campobassa kolektivno su napustili svoj stari grad na brdu 1735. i izgradili novi grad u plodnoj ravnici.
Za vrijeme Drugog svjetskog rata od listopada do studenoga 1943. godine, Campobasso je bio poprište teških borbi između jedinica Wehrmachta i kanadske vojske. Srušeno je puno zgrada između ostalog i gradska vijećnica s arhivom, a preminulo je i desetine civila.

## Znamenitosti
Najveća znamenitost Campobassa je utvrda Castello Monforte podignuta 1459. godine, sa šest tornjeva i masivnim srednjovijekovnim bedemima na brdu iznad grada. Uz nju se prostire i povijesni centar grada u kojem se nalaze romaničke crkve San Bartolomeo i San Giorgio.
Neoklasicistička katedrala podignuta je u novom dijelu grada u ravnici, tu se nalazi i arheološki muzej s relikvijama Samnita, Frentana i Campana (antičkih italskih naroda).

## Gradovi prijatelji
- Ottawa, Kanada
- Lezhë, Albanija
- Frontera Hidalgo, Meksiko
- Mahopac, SAD
- Vladimir, Rusija
- Banja Luka, Bosna i Hercegovina

## Galerija
- Željeznički kolodvor
- Via Piazzi
- San Bartolomeova crkva

## Vanjske poveznice
- Službena stranica grada (tal.)